# Murist
Murist (Muri  en patois fribourgeois) est une localité et une ancienne commune suisse du canton de Fribourg, située dans le district de la Broye.

## Historique
Murist possède encore des ruines datant de l'époque romaine[réf. souhaitée] et du Moyen Âge dont la célèbre Tour de la Molière. Non loin des ruines se trouve la principale source industrielle, la carrière dont est extraite la "Pierre de la Molière" utilisée comme matériel de construction. Le village de Murist est rattaché successivement au bailliage de Font entre 1536 et 1798, puis aux districts d'Estavayer entre 1798 et 1803, puis entre 1817 et 1848, de Surpierre entre 1803 et 1817 et de la Broye dès 1848.
Murist fusionna avec Montborget et La Vounaise en 1981 et avec Franex en 1992. Le 1er janvier 2017, Murist fusionne à nouveau avec les anciennes communes d'Estavayer-le-Lac, Morens, Bussy, Rueyres-les-Prés, Vuissens et Vernay pour former la nouvelle commune d'Estavayer.

## Géographie
Selon l'Office fédéral de la statistique, Murist mesure 8,2 km2. 7,6 % de cette superficie correspond à des surfaces d'habitat ou d'infrastructure, 74,5 % à des surfaces agricoles, 17,9 % à des surfaces boisées et 0,0 % à des surfaces improductives.

## Démographie
Selon l'Office fédéral de la statistique, Murist compte 653 habitants en 2023. Sa densité de population atteint 76 hab./km2.
Le graphique suivant résume l'évolution de la population de Murist entre 1850 et 2008 :